# Sheila Lambert
Sheila Monique Lambert (Seattle, 21 luglio 1980) è un'ex cestista statunitense, professionista nella WNBA.

## Carriera
È stata selezionata dalle Charlotte Sting al primo giro del Draft WNBA 2002 (7ª scelta assoluta).

## Palmarès
- Campionato WNBA: 1

Detroit Shock: 2003
- Campionessa NWBL (2004)